# Chiesa di Sant'Antonio Abate (Rieti)
La chiesa di Sant'Antonio Abate di Rieti fu edificata come parte integrante di un complesso architettonico esistente già dagli inizi del secolo XIV, che comprendeva un ospedale e un cimitero. L'intero complesso nacque ai piedi della collina sulla quale si era andata sviluppando la Reate romana.
La chiesa si trova in prossimità dell'antico perimetro della cinta muraria romana, tra via Vignola, già via dell'Ospedale e via Sant'Antonio Abate oggi via Tancredi.
I grandi blocchi delle mura romane sono tuttora visibili poiché formano la zoccolatura della chiesa sul lato orientale di via Tancredi, permettendo così che il piano di posa della facciata sia ridimensionato per la forte pendenza di via Vignola.

## Storia

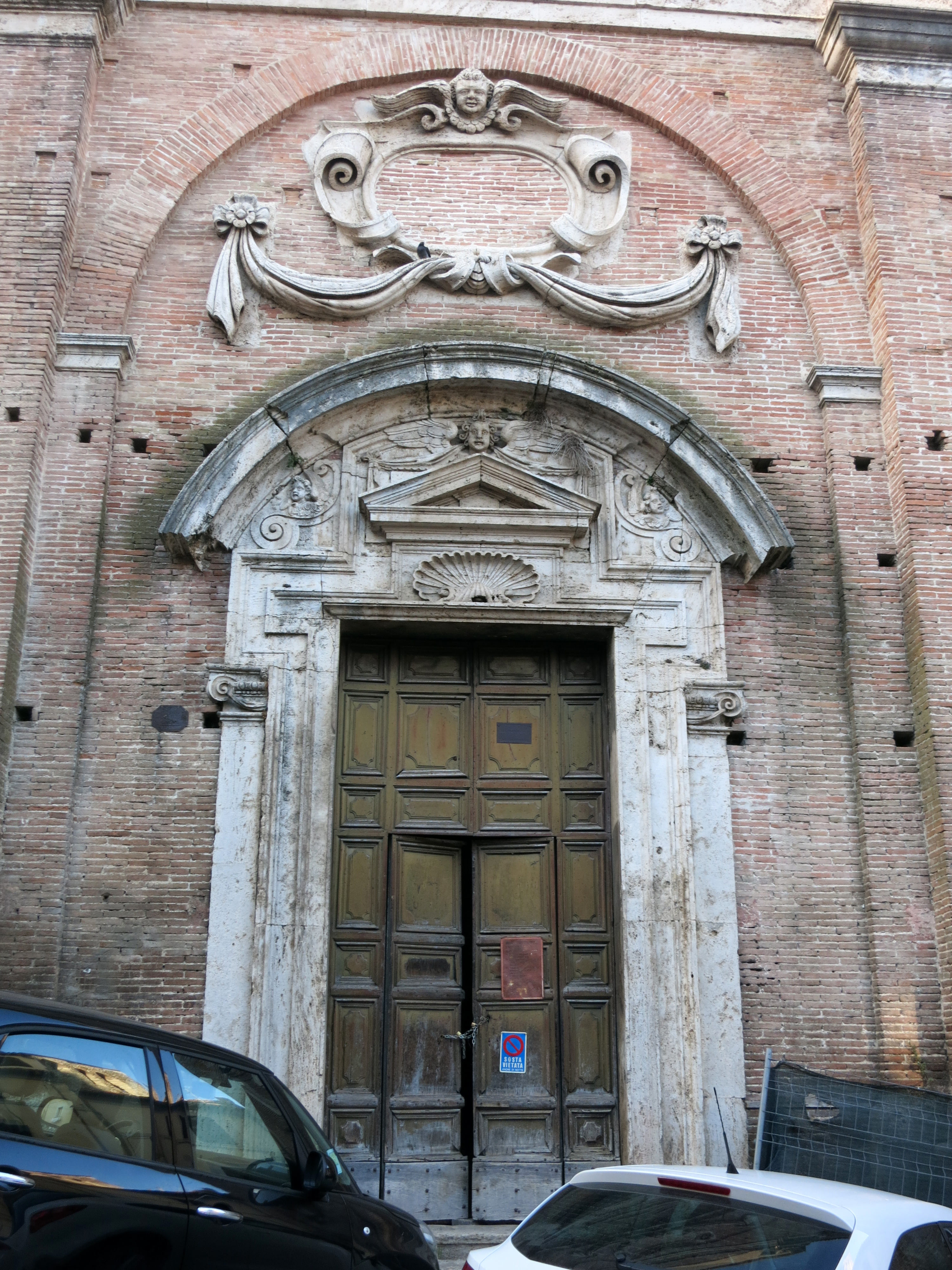
Il portale

A Jacopo Barozzi da Vignola nel luglio 1570, come affermano i documenti rinvenuti presso l'archivio di stato di Rieti, viene commissionato, da parte della Compagnia Del Sacramento, il progetto per una nuova chiesa che doveva sostituire la piccola cappella presso l'ospedale di Sant'Antonio Abate in Rieti.

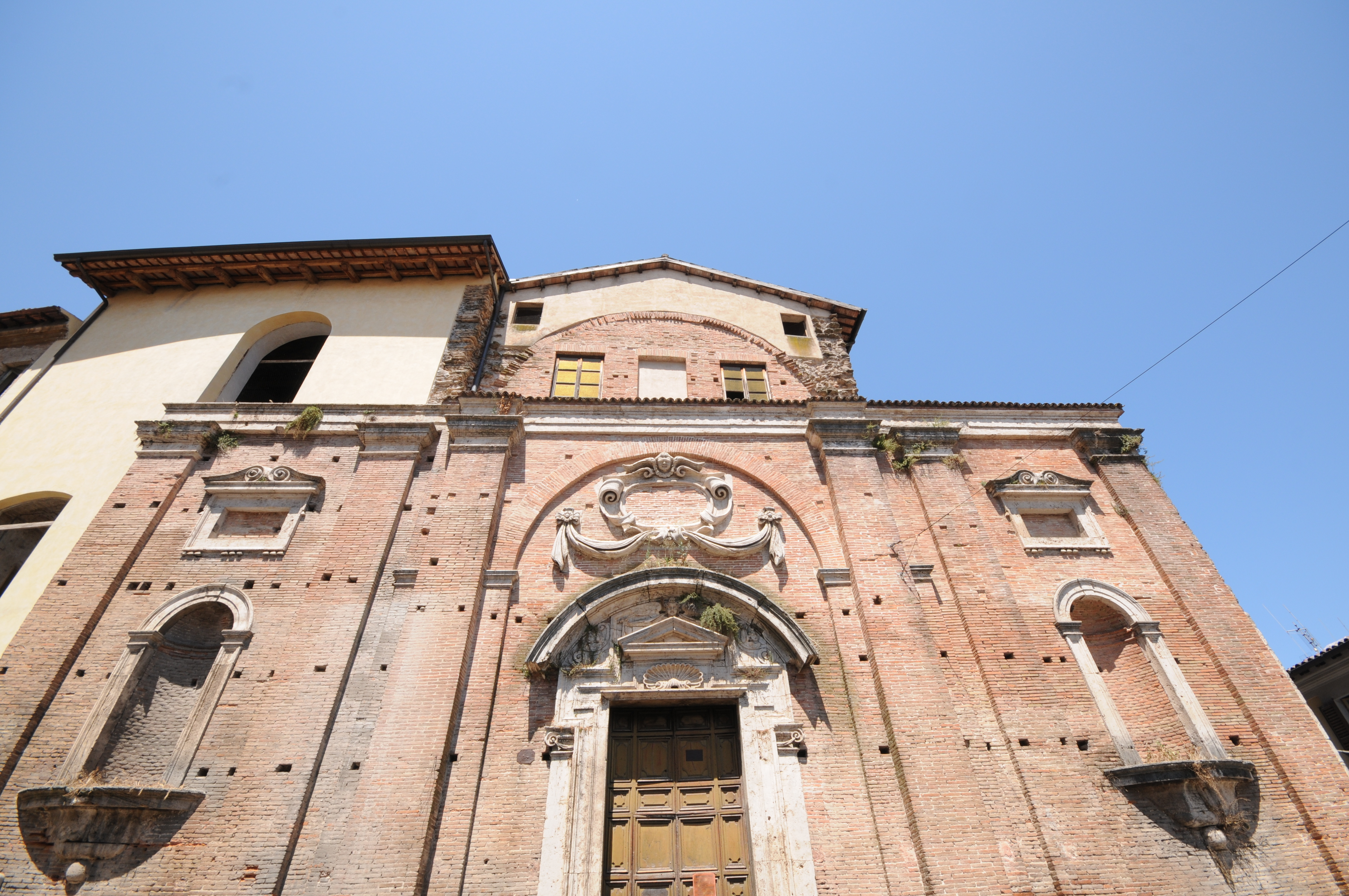
La facciata

Vignola decise di elaborare una chiesa con caratteristiche simili a quelle della più famosa chiesa del Gesù di Roma; essa infatti prevede una grande navata centrale, con ai lati solo una sequenza di tre cappelle per lato, coperta da una volta a botte lunettata. La navata termina con un'abside semicircolare.
Con questo impianto, semplice e rigoroso, Vignola, da una parte segue le disposizioni prescritte dal Concilio di Trento e dall'altra genera una tipologia di pianta che dopo di lui diverrà canonica.
Nessun dubbio sulla paternità di Sant'Antonio Abate al maestro modenese, di fatto però è verosimile la tesi di Aloisio Antinori secondo cui se l'impostazione complessiva e le proporzioni della facciata sono riconducibili all'idea vignolesca, l'apparato decorativo, sempre in facciata, risulta composito. Antinori contesta al Vignola la modanatura curvilinea che corona il portale e la cornice in stucco con il drappeggio e li attribuisce al linguaggio di Onorio Longhi o meglio del figlio Martino. Tutto questo è sostenuto anche dalle parole di Pompeo Angelotti, che nella sua Descrittione della citta di Rieti del 1635 attribuisce a Onorio Longhi la chiesa di Sant'Antonio Abate.
Di fatto la presenza di Onorio Longhi a Rieti sarebbe possibile per il fatto che il vescovo di Rieti, dal 4 luglio 1612, fu Pietro Paolo Crescenzi, per il quale Onorio aveva eseguito in precedenza dei lavori.
Sappiamo con certezza che Vignola non seguì i lavori in Sant'Antonio Abate di persona, poiché inizialmente impegnato presso i Farnese e che questi continuarono con molta lentezza. Verosimilmente dopo la sua convocazione a Rieti, il Vescovo Crescenzi, a seguito della morte del Vignola nel 1573, avrebbe potuto chiedere l'intervento di un nuovo architetto che dirigesse e completasse i lavori e la scelta sarebbe caduta su Onorio Longhi.
Ad ogni modo la chiesa fu consacrata il 25 agosto 1620 dal vescovo di Rieti, cardinale Pietro Paolo Crescenzi.

### La chiusura e lo stato di degrado

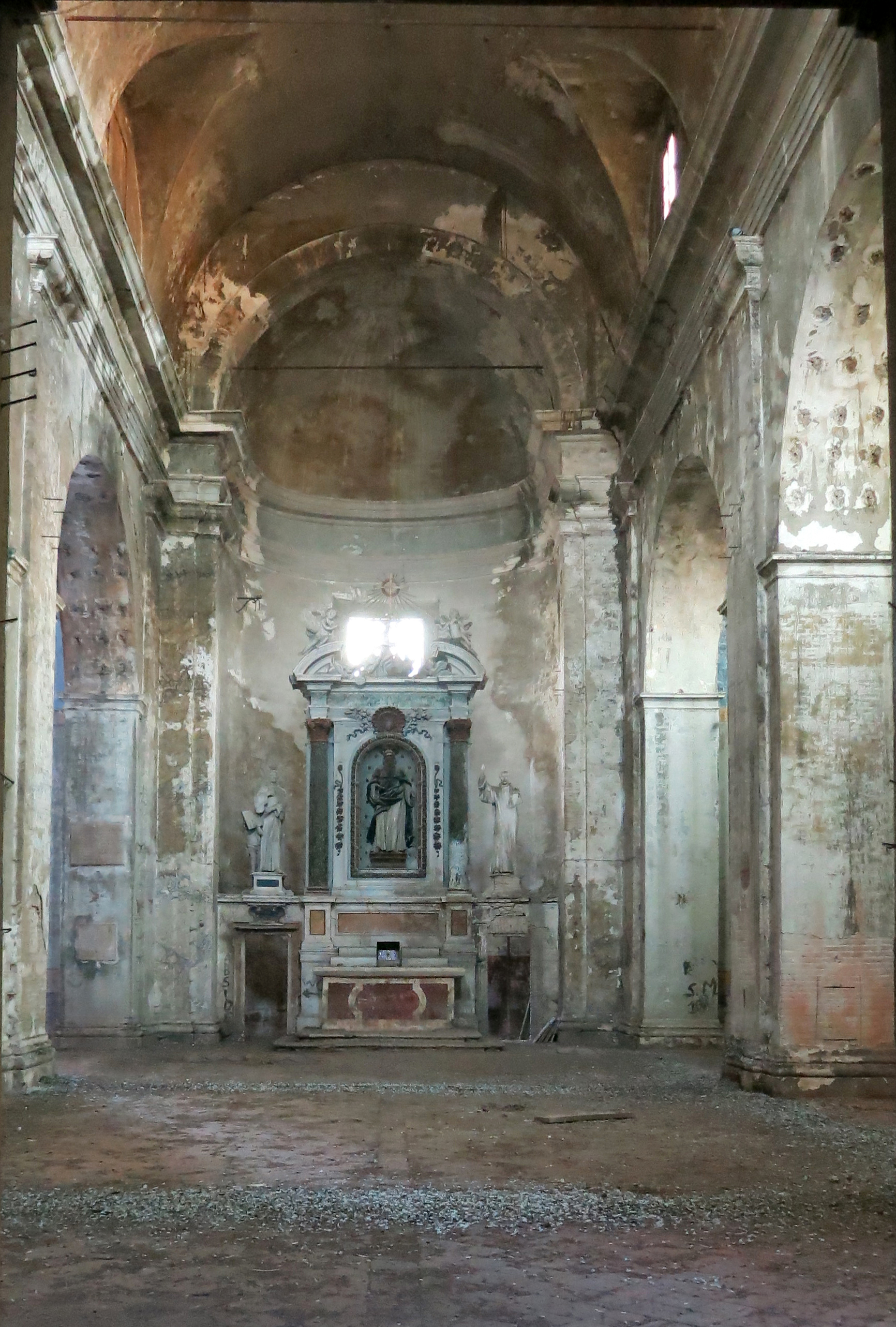
L'interno fotografato nel 2015

Gli edifici circostanti alla chiesa di Sant'Antonio Abate hanno mantenuto la funzione di ospedale civile della città fino al 1972. In quell'anno, con l'inaugurazione della nuova struttura ospedaliera di Campoloniano, l'intero complesso venne chiuso e abbandonato in attesa di ricevere una nuova utilizzazione, e la stessa sorte toccò alla chiesa. Dopo più di quarant'anni, tuttavia, la nuova destinazione del complesso non è stata ancora individuata.
Nel corso degli anni si sono succeduti come proprietari della chiesa la ex-Gescal, il comune, la ASL e infine la regione Lazio che ne è l'attuale proprietario.
Il terremoto del 1997 provocò crepe e disconnessioni agli archi ed alle volte della chiesa, che nel 2003 fu dichiarata totalmente inagibile. La commissione incaricata dal subcommissario al sisma stanziò dei fondi per avviare degli interventi di consolidamento, che però non furono mai eseguiti per ragioni prevalentemente burocratiche (la legge, infatti, vietava di destinare i fondi del terremoto a società private, e proprio in quel periodo la giunta Storace aveva intestato l'immobile alla Gepra, una società privata controllata dalla regione; per tale ragione l'intervento dovette essere definanziato).
Nonostante la sua indiscutibile importanza storica ed artistica, oggi la chiesa è pericolante e versa in uno stato di quasi totale abbandono e profondo degrado. All'interno sono visibili scritte e deturpazioni vandaliche, e si sono accumulati strati di guano dovuti ai piccioni che vi entrano dalle finestre rotte, che hanno rovinato il pavimento originale già avvallato e disconnesso in vari punti.
Avendo ormai perso la sua funzione originale, la chiesa sta inevitabilmente scomparendo nella memoria degli stessi cittadini. Un tempo, infatti, essa ospitava l'annuale benedizione degli animali in occasione dei festeggiamenti per Sant'Antonio, che viene rievocata annualmente con la sfilata dei Cavalli infiocchettati. Solo un attento lavoro di restauro potrebbe perciò restituire alla città questa parte importante della sua storia.

### Primi interventi di recupero
Il recupero del complesso ex ospedale è stato parzialmente riavviato solo nel 2018, quando la terza giunta Cicchetti ha sollecitato la regione Lazio a riprendere l'idea. Nel 2018 sono stati demoliti alcuni fabbricati pericolanti sul retro della chiesa, mentre nel 2019, grazie ad uno stanziamento della regione, sono stati effettuati i lavori per ripristinare la funzionalità degli infissi e in particolare il restauro del portone principale d'accesso, durante i quali è stata scoperta al suo interno una moneta di fine seicento.